# Instituto de Economia Agrícola

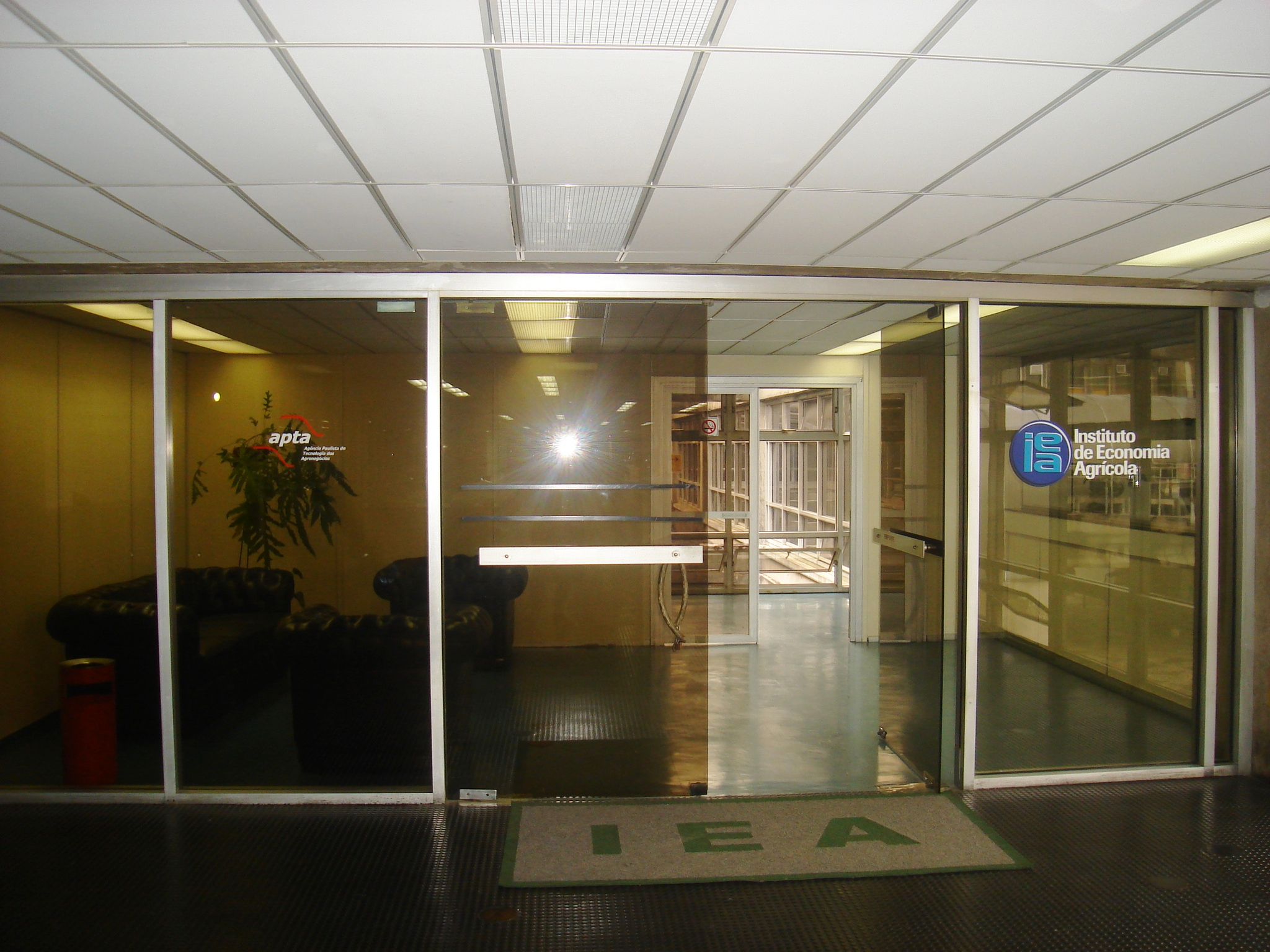
Entrada do Instituto de Economia Agrícola.

O Instituto de Economia Agrícola (IEA), ligado à Agência Paulista de Tecnologia dos Agronegócios (APTA), é um dos principais institutos públicos de pesquisa científica sobre economia e estatística aplicadas à agricultura e questões agrícolas. O objetivo institucional é oferecer informações técnicas de apoio ao agronegócio, tomadores de decisão e formuladores de políticas governamentais.

## História
O IEA, situado no município de São Paulo, foi gerando no seio do Departamento de Produção Vegetal (DPV), criado na Secretaria de Agricultura e Abastecimento em 1942. O engenheiro agrônomo Rui Miller Paiva, que foi para os Estados Unidos em 1939/40 aperfeiçoar-se na área de tecnologia de fibras, deparou com a área de economia agrícola e resolveu cursar essa disciplina. Em seu retorno a São Paulo, Paiva trouxe as ideias e o conhecimento, o que resultou na criação da Comissão de Estudos Rurais, precursora do DPV, o primeiro núcleo brasileiro sobre questões econômicas relacionadas à agricultura.
O pioneirismo do IEA se mantém ao longo de mais de 65 anos: já em fins dos 1970, por exemplo, pesquisadores do Instituto faziam avaliação sobre o balanço energético das culturas (hoje conceito amplamente utilizado nas discussões sobre os bicombustíveis) e o efeito da expansão do cultivo da cana sobre o uso do solo no Estado de São Paulo (substituição de culturas), Para o período  recente, destaca-se seu envolvimento na tecnociência (nanotecnologia) e seus efeitos socioeconômicos na agricultura.
O IEA é pioneiro em levantamento por amostragem probabilística para fazer previsão de safra, em levantamento de preços e no cálculo da cesta de mercado. Atualmente, calcula e divulga os preços agrícolas quadrissemanais ou a inflação do campo. Os preços agrícolas são referências para os mercados: atacadistas, varejistas e de produtores, tanto estadual como nacional.
Os levantamentos estatísticos do IEA – preços; produção; estimativas de safras, mercado de trabalho; mercado de terra – serviram de modelo para outras instituições de economia agrícola no país. O IEA introduziu a metodologia do MIT (Massachusetts Institute of Technology) e do Banco Mundial para a elaboração e avaliação econômica de projetos de desenvolvimento agrícola. As análises econômicas, prognósticos, custos de produção, censo agropecuário paulista e revistas técnicas e cientificas têm se constituído em importantes fontes de informações para tomadas de ações em políticas públicas e privadas.
O Instituto participa da formulação de políticas públicas no que se refere às linhas de financiamento do Fundo de Expansão do Agronegócio Paulista (FEAP), além de contribuir para a análise dos financiamentos de apoio à pequena agroindústria. Seus levantamentos são utilizados como base para a escolha dos municípios a serem beneficiados pelos projetos de subvenção ao prêmio estadual do seguro rural.
O IEA divulga dados da balança comercial paulista por grupo de mercadorias, cuja classificação  foi desenvolvida pela própria  instituição. Também divulga dados do agronegócio paulista e brasileiro por fator agregado (produtos básicos e industrializados) e por categoria de uso (bens de capital, bens de consumo e matérias-primas e produtos intermediários).

## Publicações sobre
- MAGALHÃES, G.W. (coord.) Secretaria de Agricultura e Abastecimento do Estado de São Paulo. São Paulo: Governo do Estado de São Paulo, 2008.
- INSTITUTO DE ECONOMIA AGRÍCOLA. Folder Institucional. São Paulo: IEA, 2008